# Жалгизагаський сільський округ
Жалгизага́ський сільський округ (каз. Жалғызағаш ауылдық округі, рос. Жалгызагашский сельский округ) — адміністративна одиниця у складі Єскельдинського району Жетисуської області Казахстану. Адміністративний центр — село Жалгизагаш.
Населення — 1316 осіб (2021; 1354 у 2009, 1224 у 1999, 1582 у 1989).
Станом на 1989 рік існувала Жалгизагаська сільська рада (села Бігаш, Жалгизагаш, Токтамис).

## Склад
До складу округу входять такі населені пункти:
| Населений пункт  | Населення, осіб (1989) | Населення, осіб (1999) | Населення, осіб (2009) | Населення, осіб (2021) |
| ---------------- | ---------------------- | ---------------------- | ---------------------- | ---------------------- |
| Бігаш, село      | 226                    | 178                    | 193                    | 236                    |
| Жалгизагаш, село | 1196                   | 1046                   | 1161                   | 1080                   |
| Токтамис, село   | 160                    | -                      | -                      | -                      |